# Суддівська етика
Суддівська етика (лат. ethica, від грец. ήυος — звичай) — набір правил і норм поведінки, яких має дотримуватися судді або галузь вчення про етику, що  досліджує та розвиває спектр морально-етичних стосунків між суддею та учасниками судового процесу в час служби та поза службою.
Норми суддівської етики в Україні визначаються як законами і міжнародними договорами (Конституцією України, Законом України «Про судоустрій і статус суддів», Основними принципами щодо незалежності судових органів, схваленими резолюціями Генеральної Асамблеї ООН від 29 листопада та 13 грудня 1985 року, Бангалорськими принципами поведінки суддів, схваленими резолюцією Економічної та Соціальної Ради ООН від 27 липня 2006 року і т. ін.) так і добровільно прийнятими на себе більш істотними обмеженнями, пов'язаними з дотриманням етичних норм як у поведінці під час здійснення правосуддя, так і в позасудовій поведінці.
Статтею 58 Закону України «Про судоустрій і статус суддів» визначається, що питання етики суддів визначаються Кодексом суддівської етики, що затверджується з’їздом суддів України за пропозицією Ради суддів України.
22 лютого 2013 року З’їздом суддів України було схвалено «Кодекс суддівської етики».
18 вересня 2024 року З’їзд суддів України затвердив у новій редакції «Кодекс суддівської етики», який був розроблений за ініціативи і за безпосередньої участі Ради суддів України. «За» — проголосувало 188 делегатів, 40 — «проти», 15 — «утрималися». Внесені зміни до Кодексу фактично посилюють контроль над публічною поведінкою суддів та їх висловлюваннями, зокрема, у соціальних мережах. Також оновлена редакція Кодексу дає можливість притягати до дисциплінарної відповідальності суддів, які зневажливо ставляться до суддівського самоврядування.